# Hubert Hutsebaut
Hubert Hutsebaut (Lendelede, 24 juni 1947) is een voormalig Belgisch wielrenner, die professioneel was van 1968 tot 1972.
Als beroepsrenner won Hubert 7 wedstrijden: in 1970 te Gistel en te Dentergem en in 1971 te Assebroek, de Omloop van de Vlasstreek en de vierde rit in de Vuelta.
In 1972 won hij zowel de Elfstedenronde in Brugge als de E3 Prijs Vlaanderen in Harelbeke. In deze laatste wedstrijd werd Eddy Merckx tweede en Walter Godefroot derde, wat toen een zeer opmerkelijk feit was.
Hij stopte in 1972 en werd acrobaat onder de naam Umberto Utsobolino.

## Resultaten in voornaamste wedstrijden
| Jaar | Ronde van Italië | Ronde van Frankrijk | Ronde van Spanje |
| ---- | ---------------- | ------------------- | ---------------- |
| 1971 |                  |                     | opgave (1)       |
| 1972 |                  |                     | buiten tijd      |

| Jaar | Ronde van Vlaanderen | E3 Harelbeke | Kuurne-Brussel-Kuurne |
| ---- | -------------------- | ------------ | --------------------- |
| 1971 |                      |              |                       |
| 1972 | 60e                  | ↑            | 10e                   |